# Messe Nr. 2 (Bruckner)

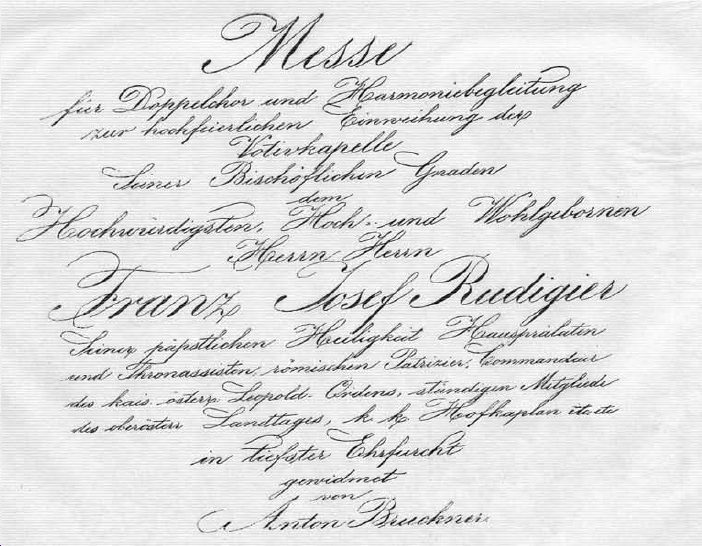
Titelseite der Messe Nr. 2

Die Messe Nr. 2 in e-Moll, WAB 27 ist eine Vertonung der Messe für achtstimmigen gemischten Chor und fünfzehn Blasinstrumente, die Anton Bruckner 1866 komponierte. Er komponierte in seinem Leben mehrere geistliche Werke, unter diesen geistlichen Werken befinden sich auch einige Messen, von denen drei nummeriert wurden: d-Moll (Nr. 1), e-Moll (Nr. 2) und f-Moll (Nr. 3).

## Entstehung
Die Messe in e-Moll entstand im Jahr 1866 anlässlich der Weihe der Votivkapelle des Mariä-Empfängnis-Doms in Linz und wurde am 29. September 1869 uraufgeführt. Da die Aufführung im Freien stattfand, musste Bruckner ein Bläserensemble verwenden, das von der örtlichen Militärmusik gestellt wurde.
Der Bischof von Linz, Franz Joseph Rudigier, hatte bereits eine Festliche Kantate von Anton Bruckner im Jahr 1862 zur Feier der Grundsteinlegung des neuen Doms komponieren lassen. 1866 bat er Bruckner um eine Messe zur Feier des Baus der Votivkapelle des neuen Doms. Wegen einer Verzögerung bei der Fertigstellung des Baus fand die Einweihungsfeier erst drei Jahre später auf dem Neuen Domplatz statt. Die Interpreten waren die Liedertafel „Frohsinn“, der „Sängerbund“ und der „Musikverein“ von Linz und die Blaskapelle des k.k. Infanterieregiments „Ernst Ludwig, Großherzog von Hessen und bei Rhein Nr. 14“. Das Manuskript und die Widmungspartitur sind im Dom-Musikarchiv Linz archiviert.

## Das Werk
Die Messe fußt stark auf altkirchlicher Musiktradition mit einer Thematik, die sich nachhaltig an den gregorianischen Gesang anlehnt. Das Stück ist komponiert für achtstimmigen gemischten Chor (SSAATTBB) und 15 Blasinstrumente in folgender Besetzung: 2 Oboen, 2 Klarinetten, 2 Fagotte, 4 Hörner, 2 Trompeten und 3 Posaunen.
Das „Kyrie“ besteht fast ausschließlich aus achtstimmigem Gesang. Das „Gloria“ endet mit einer Fuge, wie in Bruckners anderen Messen. Im Sanctus verwendet Bruckner ein Thema aus Palestrinas Missa Brevis. Verglichen mit den anderen Messen, ist sie das anspruchsvollste seiner großen Chorwerke. Große Abschnitte sind a cappella zu singen und Bruckner fordert von den Singstimmen viele langsame, extrem anstrengende Passagen. Besonders das Sanctus, das a cappella beginnt, und das Bruckner besonders langsam wünschte, kann in der Tonhöhe leicht absinken, was beim Einsatz der Bläser (Takt 26) schmerzhaft bemerkt wird. Im Erstdruck wurden hier deshalb durchgängig Bläser hinzugezogen, was auch heute oft als Notlösung gemacht werden muss.
Wie bei der Missa solemnis und der d-Moll-Messe, aber anders als bei der f-Moll-Messe, sind die Intonationen des „Gloria“ und des „Credo“ – „Gloria in excelsis Deo“ bzw. „Credo in unum Deum“ –, die in der katholischen Messtradition vom Priester gesprochen bzw. in einem der gregorianischen Modi gesungen werden, nicht mitkomponiert. Dass Bruckner beide Sätze nicht komponierte, lässt den Schluss zu, dass die d-Moll- und die e-Moll-Messe in erster Linie für den liturgischen Gebrauch gedacht waren und Bruckner die einleitenden Sätze von Gloria und Credo also nicht zu komponieren brauchte. Bei einer Konzert-Aufführung der Messe oder einer Aufnahme müssen beide Sätze aber gesungen werden, etwa von einem der Sänger des Chores oder von einer Gruppe von Sängern.

## Fassungen und Ausgaben
Bruckner unterzog das Werk in den Jahren 1869, 1876 und 1882 einer tiefgreifenden Überarbeitung. Die Messe ist in zwei Fassungen erhältlich: Schon 1941 hatten Robert Haas und sein damaliger Assistent Leopold Nowak gemeinsam die Partitur herausgegeben. Die 1. Fassung legte Nowak erst 1977 vor. Sie wird aber nur sehr selten aufgeführt. Erwähnenswert ist die Orgelstimme von Vincenz Goller, die auch Chören ohne Bläser eine stilvolle Aufführung ermöglicht. Der Erstdruck ist nicht ganz aus der Praxis verschwunden, noch Fritz Rieger verwendete ihn gerne.
- 1. Fassung von 1866, herausgegeben von Nowak im Jahr 1977
- 2. Fassung von 1882
  - Erstausgabe (Doblinger, 1896), überarbeitet von Franz Schalk
Der Erstdruck ließ den Chorsatz fast unverändert, die im Sanctus vorgenommene taktweise Vertauschung der Sopranstimmen ist sogar sehr sinnvoll; er nahm aber einige Veränderungen am Orchestersatz vor, die Bruckner nicht abgesegnet hatte.
  - Haas-Ausgabe (1940, 1949)
  - Nowak-Ausgabe (1959)

Die zweite Fassung ist etwas (26 Takte) länger: 753 versus 727 Takte. Die Unterschiede zwischen den beiden Fassungen betreffen sowohl die Phrasierung als auch die Begleitung, vor allem während des Credo und des Benedictus. Die etwa 150 Unterschiede zwischen den beiden Fassungen sind am Ende der Partitur der Fassung von 1882 ausführlich beschrieben. Die zweite Fassung von 1882 wurde am 4. Oktober 1885 im Alten Dom, Linz von der Liedertafel Frohsinn, dem Sängerbund und dem Musikverein der Stadt Linz unter der Leitung von Adalbert Schreyer uraufgeführt.
Die Messe ist in sechs Teile gegliedert:
1. Kyrie – Ruhig Sostenuto, e-Moll. Großteils a cappella gesungen. Es fängt zart an in den Frauenstimmen und steigert sich stufenartig zum Forte und Fortissimo im achtstimmigen Chor.
2. Gloria – Allegro, C-Dur. In choralartiger Einfachheit gesungen und durch eine Fuge abgeschlossen.
3. Credo – Allegro, C-Dur. Einfach gehalten.
4. Sanctus – Andante, G-Dur. Im Sanctus benutzt Bruckner ein Thema der Missa Brevis von Palestrina. In keinem seiner geistlichen Werke hat Bruckner je wieder ein fremdes Thema aufgegriffen.
5. Benedictus – Moderato, C-Dur
6. Agnus Dei – Andante, e-Moll.

Gesamtdauer: ca. 40 Minuten
Zuvor war Bruckner dafür kritisiert worden, dass er „einfach Sinfonien mit liturgischem Text schrieb“, und obwohl die cäcilianische Bewegung mit der Einbeziehung von Blasinstrumenten nicht ganz zufrieden war, „[liebte] Franz Xaver Witt es (…) und rationalisierte zweifellos die Verwendung von Blasinstrumenten als notwendig unter den Umständen der Aufführung im Freien, für die Bruckner das Stück schrieb.“

„Die e-Moll-Messe, zur Einweihung der Votivkapelle des neuen Linzer Domes durch Bruckner selbst uraufgeführt, stellt in der gesamten Kirchenmusik des 19. und auch des 20. Jahrhunderts eine einmalige Erscheinung dar.“

Anmerkung: Die Takte 53–61 der Coda des Christus factus est, WAB 10 sind ein klares Zitat der Coda des Kyrie dieser Messe.

## Diskografie (Auswahl)

### 1. Fassung
Es gibt nur eine Aufnahme einer Musikschulaufführung:
- Hans Hausreither, Chor- und Instrumentalensemble des BORG Wien 1[10] – CD: Ausgabe des BORG, 1996. Eine erschöpfte Aufnahme.

Hans-Christoph Rademann führte die Messe in der Fassung von 1866 mit dem RIAS Kammerchor aus während eines Konzerts in der Lorenzkirche Nürnberg am 23. Juni 2013. Rademann führte die 1866 Fassung der Messe erneut am 13. August 2014 im Kloster Eberbach aus bei der Chornacht „Das Licht gegeben“ im Rahmen des Rheingau Musik Festival. Aufnahmen dieser Live-Aufführungen befinden sich im Bruckner-Archiv: CD – Charter Oak COR-1904 und COR-3437 gespeichert.

### 2. Fassung
Ca. 100 Aufnahmen der 2. Fassung sind erschienen. Die Ersteinspielung der Messe erfolgte 1930 von Hermann Odermatt mit dem Gregorius-Chor und dem Orchester der Liebfrauenkirche, Zürich (78-rpm Christschall 37-41).
Von den Aufnahmen aus der LP-Ära wurde Eugen Jochums Aufnahme mit dem Symphonieorchester des Bayerischen Rundfunks und Chor bei Deutsche Grammophon auf CD remastert. Matthew Bests neuere Aufnahme mit den Corydon Singers wurde von der Kritik hoch gelobt.
Weitere hervorragende Aufnahmen sind laut Hans Roelofs u. a. die von Roger Norrington, Hellmut Wormsbächer, Philippe Herreweghe, Simon Halsey, Frieder Bernius, Ingemar Månsson, Helmuth Rilling, Marcus Creed, Winfried Toll und Otto Kargl.
- Eugen Jochum, Chor und Mitglieder des Sinfonieorchesters des Bayerischen Rundfunks, LP: DG 2530 139, 1971 – CD: DG 423 127-2 (4 CD-Box)
- Roger Norrington, Schütz Choir London, Philip Jones Wind Ensemble – CD: London/Decca 430365, 1973
- Hellmut Wormsbächer, Bergedorfer Kammerchor, Mitglieder der Philharmonischen Staatsorchester Hamburg, LP: Telefunken 6.41297, ca. 1973 (mit Schuberts  Deutsche Messe); vom Chor auf CD neu aufgelegt
- Matthew Best, Corydon Singers und English Chamber Orchestra Wind Ensemble – CD: Hyperion CDA 66177, 1985
- Simon Halsey, CBSO Bläserensemble & Chor, Messe in e-Moll (Nr. 2) / Motetten – CD: Conifer CDCF 192, 1990
- Philippe Herreweghe, Collegium Vocale Gent & Chapelle Royale Paris, Ensemble Musique oblique –CD: Harmonia Mundi France HMC 901322, 1989
- Frieder Bernius, Kammerchor Stuttgart & Deutsche Bläserphilharmonie - CD: Sony Classical SK 48037, 1991
- Ingemar Månsson, Hägersten Motettenchor, Ad-hoc-Orchester, „Poulenc, Bruckner“ – CD: Caprice CAP 21420, 1991
- Helmuth Rilling, Gächinger Kantorei und Bach-Collegium Stuttgart, 1996 – CD: Hänssler 98.119 (mit Te Deum und Psalm 150)
- Marcus Creed, SWR Vokalensemble Stuttgart, Mitglieder des Radio-Sinfonieorchesters Stuttgart des SWR, Anton Bruckner – Mass in E minor - Motets – CD: Hänssler Classic SACD 93.199, 2007
- Winfried Toll, Camerata Vocale Freiburg, Blechbläser von L’arpa festante – CD: Ars Musici 232828, 2008
- Otto Kargl, Domkantorei St. Pölten, Cappella Nova Graz and Blechbläserensemble – CD: ORF CD 3174, 2013
- Stephen Cleobury, King’s College Choir und Academy of St Martin in the Fields – SACD: Kings College Cambridge KGS0035, 2020